# 1 Szpital Okręgowy

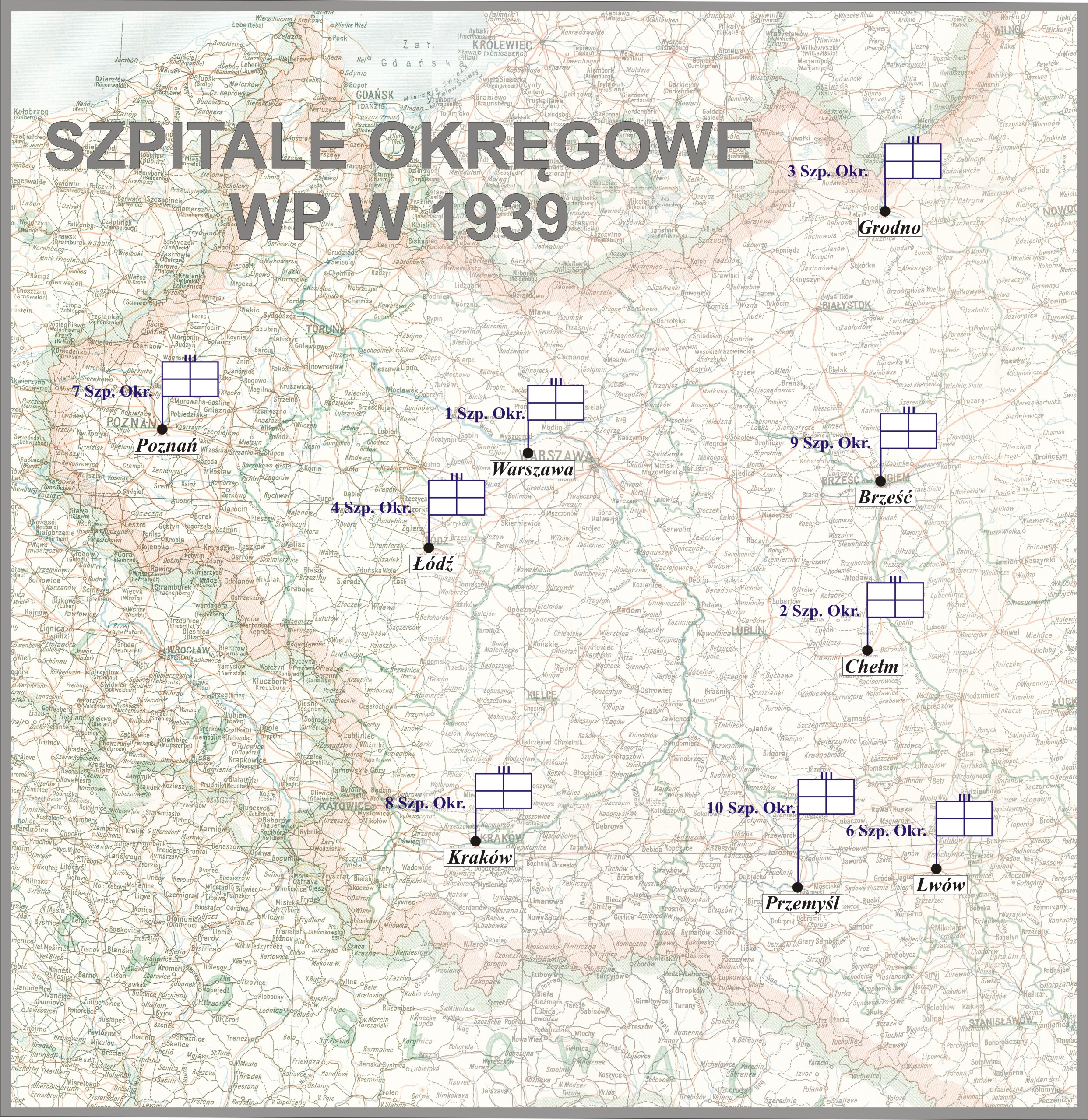
Szpitale Okręgowe WP w 1939

1 Szpital Okręgowy im. marszałka Piłsudskiego – jednostka organizacyjna służby zdrowia Wojska Polskiego II Rzeczypospolitej.

## Historia
Zadaniem 1 Szpitala Okręgowego w Warszawie było leczenie wojskowych i osób uprawnionych do leczenia wojskowego Okręgu Korpusu nr I. Szpital dysponował ambulatorium dentystycznym, chirurgicznym, okulistycznym, laryngologicznym oraz przychodnią ogólną dla chorych. Komendant szpitala posiadał uprawnienia dowódcy brygady.
W grudniu 1925 dotychczasowy Szpital Okręgowy Nr I (Ujazdowski) został Szpitalem Szkolnym Oficerskiej Szkoły Sanitarnej, a Szpital Mokotowski został przemianowany na 1 Szpital Okręgowy, któremu podporządkowano filie na ul. Pokornej i Zakroczymskiej z oddziałami zakaźnym i skórno-wenerycznym oraz przychodnią dentystyczną dla szeregowych, a także Centralną Przychodnię Lekarską.
31 marca 1927 minister spraw wojskowych marszałek Polski Józef Piłsudski nadał szpitalowi nazwę „1 szpital okręgowy im. marszałka Piłsudskiego”.
W październiku 1931 na bazie dotychczasowego 1 batalionu sanitarnego została utworzona Kadra Zapasowa 1 Szpitala Okręgowego, w składzie:
- oficer materiałowy – kpt. Jan I Sienkiewicz,
- zastępca oficera materiałowego – por. Józef I Nycz,
- oficer ewidencji personalnej – por. Józef Długosz,
- dowódca kompanii szkolnej – por. Stanisław Kołc,
- dowódca plutonu – por. Gustaw Żebrowski,
- lekarz kadry – kpt. lek. Czesław Jaruszewicz[5].

### Mobilizacja 1939
1 Szpital Okręgowy był jednostką mobilizującą. Komendant szpitala był odpowiedzialny za przygotowanie mobilizacji, a komendant kadry zapasowej za jej przeprowadzenie.
Zgodnie z planem mobilizacyjnym „W” Kadra Zapasowa 1 Szpitala Okręgowego przed wykonaniem nałożonych na nią zadań mobilizacyjnych sama mobilizowała się w alarmie, w grupie jednostek oznaczonych kolorem żółtym, do etatu wojennego kadry mobilizującej nr 1. Kadra mobilizująca była organizacją przejściową. Po wykonaniu zadań mobilizacyjnych ulegała likwidacji.

### Wrzesień 1939
7 września 1939, w czasie obrony Warszawy, personel placówki wyjechał z miasta, pozostawiając pacjentów niemal bez opieki. 8 września 1939 budynek szpitala został uszkodzony w wyniku nalotu Luftwaffe.

## Struktura organizacyjna
Organizacja szpitala w 1923:
- komendant z kancelarią i komisją gospodarczą; oficer administracji budynków;
- oddziały chorych i pracowni klinicznych (chorób wewnętrznych, okulistycznych, laryngologicznych, neurologicznych, psychiatrycznych, ginekologicznych, zakaźnych, ponadto oddziały: mechaniczny, terapeutyczny, obserwacyjny);
- centralne ambulatorium lekarskie,
- centralne ambulatorium dentystyczne,
- centralne ambulatorium dentystyczne dla szeregowych,
- apteka okręgowa,
- trzy plutony obsługi sanitarnej.

Szpital posiadał 1400 łóżek. Plutony obsługi sanitarnej były pododdziałami wydzielonymi ze składu 1 baonu sanitarnego.

## Kadra szpitala
| Komendanci Szpitala                                        | Komendanci Szpitala        | Komendanci Szpitala     | Komendanci Szpitala                              |
| Stopień                                                    | Imię i nazwisko            | Okres pełnienia służby  | Kolejne stanowisko                               |
| ---------------------------------------------------------- | -------------------------- | ----------------------- | ------------------------------------------------ |
| płk lek.                                                   | Franciszek Lewicki         | do II 1924              | szef sanitarny DOK X                             |
| płk lek. dr                                                | Stefan Piotr Rudzki        | II 1924 – XII 1925      | komendant Szpitala Oficerskiej Szkoły Sanitarnej |
| ppłk / płk lek. dr                                         | Zygmunt Rażniewski         | XII 1925 – 1934 i dalej |                                                  |
| płk dr                                                     | Bogumił Jan Łada           | 1937 – 1939             |                                                  |
| Pomocnicy komendanta szpitala i komendanci kadry zapasowej |                            |                         |                                                  |
| mjr / ppłk lek.                                            | Lesław Aleksander Porębski | X 1931 – 1 X 1933       | starszy ordynator                                |
| mjr lek. dr                                                | Dionizy Krechowicz         | 1 X 1933 – XI 1935      | kierownik referatu w Dep. Zdrowia MSWojsk.       |
| mjr dr                                                     | Wilhelm Borkowski          | 1936 – IX 1939          | szef służba zdrowia Dowództwa Obrony Warszawy    |

| Obsada personalna i struktura szpitala w marcu 1939:  | Obsada personalna i struktura szpitala w marcu 1939: | Obsada personalna i struktura szpitala w marcu 1939: |
| Stanowisko                                            | Stopień, imię i nazwisko                             | Uwagi                                                |
| ----------------------------------------------------- | ---------------------------------------------------- | ---------------------------------------------------- |
| komendant szpitala                                    | płk lek. dr Bogumił Jan Łada                         | †22 X 1942                                           |
| konsultant                                            | płk lek. dr Władysław Zienkiewicz                    | †1940 Charków                                        |
| konsultant                                            | ppłk dr Henryk Czesław Cianciara                     |                                                      |
| kierownik naukowy                                     | ppłk dr Marian Wowkonowicz                           |                                                      |
| rezerwa personalna szpitala                           | mjr dr Jan Faleński                                  |                                                      |
| starszy ordynator I oddziału chirurgicznego           | kpt. dr Tomasz Ryli                                  |                                                      |
| st ordynator III oddziału chirurgicznego              | kpt. dr Wacław Żebrowski                             |                                                      |
| starszy ordynator oddziału chirurgicznego-stomatolog. | kpt. dr Franciszek Borusiewicz                       |                                                      |
| starszy ordynator oddziału wewnętrznego               | mjr lek. dr Leopold Łojek                            | †1940 Katyń                                          |
| starszy ordynator oddziału ocznego                    | mjr dr Czesław Jaruszewicz                           |                                                      |
| starszy ordynator oddziału zakaźnego                  | mjr dr Stanisław Englert                             | †1940 Charków                                        |
| starszy ordynator oddziału skórno-wenerycznego        | ppłk dr Kazimierz Sowiński                           |                                                      |
| ordynator oddziału                                    | mjr dr Jan Kuśnierczyk                               |                                                      |
| starszy ordynator oddziału nerwowego                  | mjr dr Radzisław Tchórznicki                         |                                                      |
| starszy ordynator oddziału psychiatrycznego           | kpt. dr Cyprian Sadowski                             |                                                      |
| kierownik pracowni rentgenowskiej                     | ppłk dr Aleksander Lachowicz                         |                                                      |
| kierownik przychodni dentystycznej                    | mjr lek. dent. Tadeusz Karnibad                      |                                                      |
| kierownik apteki                                      | mjr mgr Aleksander Karol Romuald Krygier             |                                                      |
| pomocnik kierownika apteki                            |                                                      |                                                      |
| pomocnik komendanta ds. gospodarczych                 | mjr san. Stanisław Kęsek                             | †20 VI 1940 Palimiry                                 |
| Centralna Przychodnia Lekarska                        |                                                      |                                                      |
| kierownik przychodni                                  | ppłk dr Bronisław Kosiewicz                          |                                                      |
| starszy ordynator oddziału wewnętrznego               | mjr dr Kondratowicz Władysław                        |                                                      |
| starszy ordynator oddziału uszno-gardłowego           | mjr dr Pietraszkiewicz Kajetan Antoni                |                                                      |
| starszy ordynator oddziału ginekologicznego           | mjr dr Królikiewicz Jan Wincenty                     |                                                      |
| Kadra zapasowa 1 Szpitala Okręgowego                  |                                                      |                                                      |
| komendant kadry                                       | mjr dr Wilhelm Borkowski                             |                                                      |
| lekarz kadry                                          | por. lek. Bolesław Tomasz Narbutt                    |                                                      |
| oficer mobilizacyjny                                  | kpt. Józef Kublin                                    |                                                      |
| zastępca oficera mobilizacyjnego                      | por. Juliusz Freisler                                | ciężko ranny 24 IX 1939                              |
| oficer ewidencji personalnej                          | kpt. Józef Długosz                                   |                                                      |
| oficer materiałowy                                    | por. mgr Bronisław Czerwiecki                        |                                                      |
| zastępca oficera materiałowego                        | chor. Józef Malicki                                  |                                                      |
| dowódca kompanii szkolnej                             | kpt. Stanisław Kole                                  |                                                      |
| dowódca 1 plutonu                                     | por. san. Feliks Jan Kwapiński                       | †1940 Charków                                        |

| Oficerowie rezerwy, pospolitego ruszenia i stanu spoczynku posiadający przydział do Kadry Zapasowej 1 Szpitala Okręgowego – ofiary zbrodni katyńskiej | Oficerowie rezerwy, pospolitego ruszenia i stanu spoczynku posiadający przydział do Kadry Zapasowej 1 Szpitala Okręgowego – ofiary zbrodni katyńskiej | Oficerowie rezerwy, pospolitego ruszenia i stanu spoczynku posiadający przydział do Kadry Zapasowej 1 Szpitala Okręgowego – ofiary zbrodni katyńskiej | Oficerowie rezerwy, pospolitego ruszenia i stanu spoczynku posiadający przydział do Kadry Zapasowej 1 Szpitala Okręgowego – ofiary zbrodni katyńskiej | Oficerowie rezerwy, pospolitego ruszenia i stanu spoczynku posiadający przydział do Kadry Zapasowej 1 Szpitala Okręgowego – ofiary zbrodni katyńskiej |
| Nazwisko i imię | Stopień | Zawód | Miejsce pracy przed mobilizacją | Zamordowany |
| --- | --- | --- | --- | --- |
| Adamski Ignacy Antoni | mjr w st. sp. | lekarz | praktyka w Warszawie | Katyń |
| Bałłaban Karol | kpt. rez. | dr nauk medycznych | Szpital ss. Elżbietanek w Warszawie | Katyń |
| Brański Zygmunt | ppor. rez. | lekarz | | Katyń |
| Ciepielowski Marceli | por. rez. | lekarz | | Katyń |
| Cwajbaum Lewek | ppor. rez. | dr nauk medycznych | | Katyń |
| Dawidczyk Leon | ppor. rez. | farmaceuta | | Katyń |
| Frym-Frymiński Henryk | por. rez. | lekarz dentysta | praktyka w Warszawie | Katyń |
| Fryszberg Adam | kpt. posp. rusz. | lekarz ginekolog | praktyka w Warszawie | Katyń |
| Glikman Leon | ppor. rez. | lekarz | | Katyń |
| Jarociński Edward | płk w st. sp. | lekarz, dr | | Katyń |
| Kamiński Jerzy (1910) | ppor. rez. | lekarz | asystent Zakładu Anatomii UW | Katyń |
| Klein Juliusz Ludwik | ppor. rez. | lekarz dentysta | praktyka w Warszawie | Katyń |
| Kociubski Paweł | mjr rez. | lekarz | | Katyń |
| Kolago Jan Józef | ppor. rez. | lekarz | | Katyń |
| Kolesiński Paweł | ppor. rez. | farmaceuta, mgr | praktyka w Chorzowie | Katyń |
| Luxenburg Jerzy | por. rez. | lekarz stomatolog | Akademia Stomatologiczna | Katyń |
| Maciański Leon | ppor. rez. | | | Katyń |
| Maciszewski Mieczysław | ppor. rez. | lekarz | | Katyń |
| Majewski Stefan | ppor. rez. | lekarz stomatolog | praktyka w Warszawie | Katyń |
| Miścicki Wincenty | por. rez. | farmaceuta, mgr | | Katyń |
| Morgulis Lewi | por. w st. sp. | lekarz | | Katyń |
| Niemirowicz-Szczyt Kazimierz | por. rez. | lekarz, dr | | Katyń |
| Noszczyk Henryk | ppor. rez. | lekarz, dr | Klinika Chirurgiczna UW | Katyń |
| Nusbaum Maksymilian | ppor. rez. | lekarz | | Katyń |
| Obidziński Aleksander | kpt. rez. | lekarz | | Katyń |
| Ogiński Piotr | ppor. rez. | farmaceuta | apteka, Puławska 81 Warszawa | Katyń |
| Olszewski Wacław | por. rez. | lekarz, dr | | Katyń |
| Orzechowski Antoni | por. rez. | lekarz ginekolog | praktyka w Mogielnicy | Katyń |
| Oziembło Zygmunt | por. rez. | lekarz | Szpital Ubezpieczalni Społecznej w Łodzi | Katyń |
| Potrzebowski Karol | mjr rez. | lekarz | | Katyń |
| Raczkowski Jan Leonard | kpt. rez. | | | Katyń |
| Rafałowski Leopold | ppor. rez. | lekarz | | Katyń |
| Rogoziński Jerzy Stanisław | mjr posp. rusz. | lekarz | | Katyń |
| Rosengart Aleksander | ppor. rez. | lekarz | | Katyń |
| Rozenbaum Ludwik | ppor. rez. | | przedsiębiorca w Warszawie | Katyń |
| Sęczkowski Franciszek | ppor. rez. | lekarz | praktyka w Rawie Ruskiej | Katyń |
| Sikorski Henryk | por. rez. | profesor dr med. | Uniwersytet Warszawski | Katyń |
| Skorko Aleksander | kpt. rez. | lekarz | praktyka w Piasecznie | Katyń |
| Sobecki Feliks Stefan | ppor. rez. | | Zakład Ubezpieczeń w Poznaniu | Katyń |
| Sokołowski Zdzisław | por. rez. | lekarz | Szpital Wolski | Katyń |
| Szepelski Konrad | por. rez. | profesor medycyny | Szpital w Warszawie | Katyń |
| Szmerner Szymon | ppor. rez. | lekarz | | Katyń |
| Śledziewski Henryk | ppor. rez. | lekarz | | Katyń |
| Tabęcki Romuald | por. rez. | lekarz | | Katyń |
| Tejchert Mieczysław | ppor. rez. | farmaceuta, mgr | Apteka F. Więckowskiego w Warszawie | Katyń |
| Verständig Zygmunt | por. rez. | lekarz ginekolog | | Katyń |
| Wajsflajsz Szmul Stanisław | ppor. rez. | lekarz | | Katyń |
| Weidenfeld Abraham | kpt. rez. | lekarz | | Katyń |
| Wieczorek Antoni | kpt. rez. | lekarz | Szpital Dziecięcy w Warszawie | Katyń |
| Wieczorek Marian | ppor. rez. | farmaceuta | | Katyń |
| Wierzejski Stefan | por. rez. | lekarz | Ubezpieczalnia Społeczna w Kole | Katyń |
| Wirszyłło Ludwik | mjr w st. sp. | lekarz | Zarząd m. Warszawy | Katyń |
| Wyszogród Stanisław | por. rez. | lekarz | przychodnia w Warszawie | Katyń |
| Zakrzewski Sławomir | ppor. rez. | lekarz | asystent Uniwersytetu Warszawskiego | Katyń |
| Zawodziński Tadeusz | ppor. rez. | lekarz, dr hab. | | Katyń |
| Żuchowski Zygmunt | por. rez. | lekarz | Szpital Powiatowy w Maciejowicach | Katyń |
| Bartel Alfred | mjr w st. sp. | doktor medycyny | internista w Warszawie | Charków |
| Berencwajg Dawid | ppor. rez. | lekarz | praktyka w Skierniewicach | Charków |
| Berland Juliusz Eliasz | por. rez. | doktor medycyny | dermatolog w Warszawie | Charków |
| Borkowski Aleksander | por. rez. | gr nauk medycznych | praktyka w Warszawie | Charków |
| Bzurowski Dawid | kpt. rez. | lekarz | dermatolog w Łomży | Charków |
| Cichowski Wacław | mjr w st. sp. | dr nauk medycznych | (e) | Charków |
| Czyżewicz Antoni | kpt. w st. sp. | publicysta | „Polska Zbrojna” | Charków |
| Dziubiński Marcin | ppor. rez. | farmaceuta, mgr | | Charków |
| Fluderski Lucjan | por. rez. | dr nauk medycznych | Szpital św. Łazarza w Warszawie | Charków |
| Galinowski Zdzisław | por. rez. | dr hab. nauk med. | praktyka w Wilnie | Charków |
| Goćkowski Jan | por. rez. | dr nauk medycznych | Uniwersytet Warszawski (e) | Charków |
| Grochowski Antoni | por. rez. | dr nauk medycznych | | Charków |
| Grodzki Zygmunt | mjr rez. | dr nauk medycznych | | Charków |
| Hryniewiecki Stanisław | ppor. rez. | farmaceuta, mgr | | Charków |
| Kamiński Wincenty | ppor. rez. | dr nauk medycznych | Ubezpieczalnia Społeczna w Warszawie | Charków |
| Karsz Maks | ppor. rez. | lekarz | | Charków |
| Kasperski Stanisław | mjr rez. | dr nauk medycznych | szpital w Mińsku Mazowieckim | Charków |
| Keilsen Stefan | por. rez. | lekarz | praktyka w Łodzi | Charków |
| Kempner Jerzy Lucjan | kpt. rez. | lekarz | praktyka w Warszawie | Charków |
| Kołodziejski Jan | mjr rez. | dr nauk medycznych | Uniwersytet Warszawski (e) | Charków |
| Konarski Abraham | ppor. rez. | lekarz | praktyka w Częstochowie | Charków |
| Kraków Jerzy | kpt. rez. | lekarz | | Charków |
| Krasuski Aleksander | ppor. posp. rusz. | dr nauk medycznych | | Charków |
| Krengel Maksymilian | kpt. lek. posp. rusz. dr | dermatolog | | Charków |
| Krüger Stefan Karol | ppor. rez. | lekarz | | Charków |
| Kryński Beniamin | kpt. rez. | dr nauk medycznych | | Charków |
| Kulesza Józef | ppor. rez. | dr nauk medycznych | szpital w Kaliszu | Charków |
| Lipski Julian | mjr w st. sp. | lekarz | | Charków |
| Malberg Fryderyk | ppor. rez. | | | Charków |
| Małachowski Mieczysław | kpt. rez. | dr nauk medycznych | (e) | Charków |
| Milewski Mieczysław | kpt. rez. | lekarz | praktyka w Ostrowi Mazowieckiej | Charków |
| Modzelewski Jan | ppor. rez. | lekarz | | Charków |
| Moszkowicz Izydor | ppor. posp. rusz. | dr nauk medycznych | | Charków |
| Mutermilch Jan | por. rez. | lekarz | | Charków |
| Neugebauer Kazimierz | por. rez. | dr nauk medycznych | Uniwersytet Warszawski | Charków |
| Niedźwiecki Stanisław | kpt. posp. rusz. | lekarz | | Charków |
| Nowak Józef | ppor. rez. | lekarz | praktyka w Poznaniu | Charków |
| Osiński Mieczysław | ppor. rez. | lekarz | praktyka w Poznaniu | Charków |
| Perzanowski Zygmunt | kpt. rez. | dr nauk medycznych | praktyka w Radomiu | Charków |
| Rajgrodzki Norbert | kpt. rez. | dr nauk medycznych | | Charków |
| Ratajczak Czesław | ppor. rez. | urzędnik | Starostwo Powiatowe w Bydgoszczy | Charków |
| Rentgen-Güntner Marian | por. rez. | farmaceuta, mgr | | Charków |
| Rozental Ignacy Izaak | por. rez. | dr nauk medycznych | praktyka w Warszawie | Charków |
| Różański Edward | ppor. rez. | handlowiec | | Charków |
| Sokolewicz Wacław | płk w st. sp. | farmaceuta, mgr | Ministerstwo Opieki Społecznej (e) | Charków |
| Sokołowski Teofil | kpt. rez. | dr nauk medycznych | Ubezpieczalnia w Makowie Maz. | Charków |
| Stachiewicz Piotr | kpt. rez. | | | Charków |
| Staniewski Franciszek | ppor. rez. | nauczyciel | Gimnazjum J. Lelewela w Warszawie | Charków |
| Szatkowski Eugeniusz | por. rez. | lekarz | | Charków |
| Szczęsny Kazimierz | kpt. rez. | dr nauk medycznych | praktyka w Warszawie | Charków |
| Szewczykowski Jan | kpt. rez. | lekarz | praktyka w Warszawie (e) | Charków |
| Szparaga Stefan | kpt. rez. | dr nauk medycznych | praktyka w Błoniu | Charków |
| Szumski Symeon | ppor. rez. | urzędnik | | Charków |
| Tanenbaum Jakub | ppor. rez. | lekarz | praktyka w Warszawie | Charków |
| Truszkowski Aleksander | ppor. rez. | farmaceuta, mgr | wł. apteki w Bodzanowie | Charków |
| Wolfram Kazimierz | kpt. rez. | dr nauk medycznych | | Charków |
| Wolski Zdzisław | por. rez. | dr nauk medycznych | Instytut Chirurgii Urazowej w Warszawie | Charków |
| Wyszogród Dawid | por. rez. | dr nauk medycznych | | Charków |
| Zaleski Bolesław | kpt. rez. | lekarz | | Charków |
| Latoszek Stefan | porucznik | urzędnik | | ULK |

Biogramy zamordowanych znajdują się na stronie internetowej Muzeum Katyńskiego